# Hraunfossar
Hraunfossar (isl. "wodospady lawowe") – seria wodospadów w zachodniej Islandii, którą tworzą wody podziemne gromadzące się w polu lawowym Hallmundarhraun i wypływające ze zbocza doliny rzeki Hvítá w postaci szerokich na kilkaset metrów kaskad.
Okolice wodospadów są chronione od 1987 roku.
W pobliże wodospadów Hraunfossar można dojechać drogą nr 518 z Reykholt. Administracyjnie wodospady położone są w gminie Borgarbyggð, w regionie Vesturland.
Niedaleko w górę rzeki znajduje się, uformowany już na rzece Hvítá, wodospad Barnafoss. Innymi atrakcjami turystycznymi w okolicy są farma Húsafell oraz jaskinie lawowe Víðgelmir, Surtshellir i Stefánshellir.